# 日本競艇

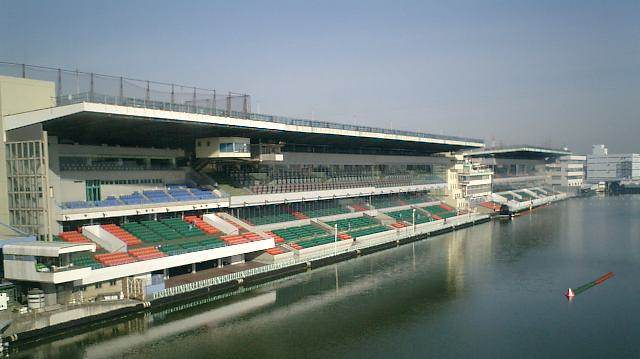
日本国大阪・住之江競艇場

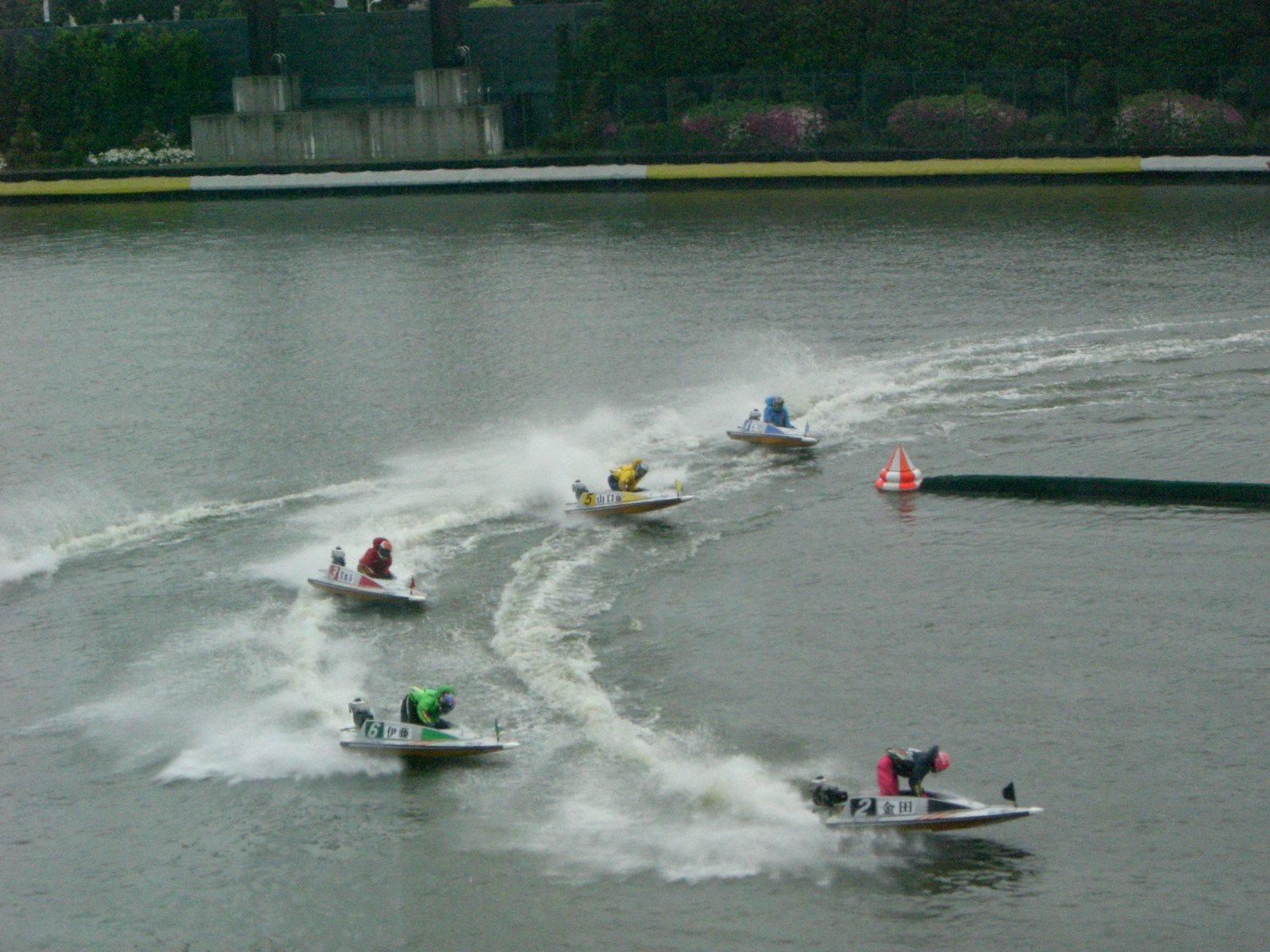
日本競艇

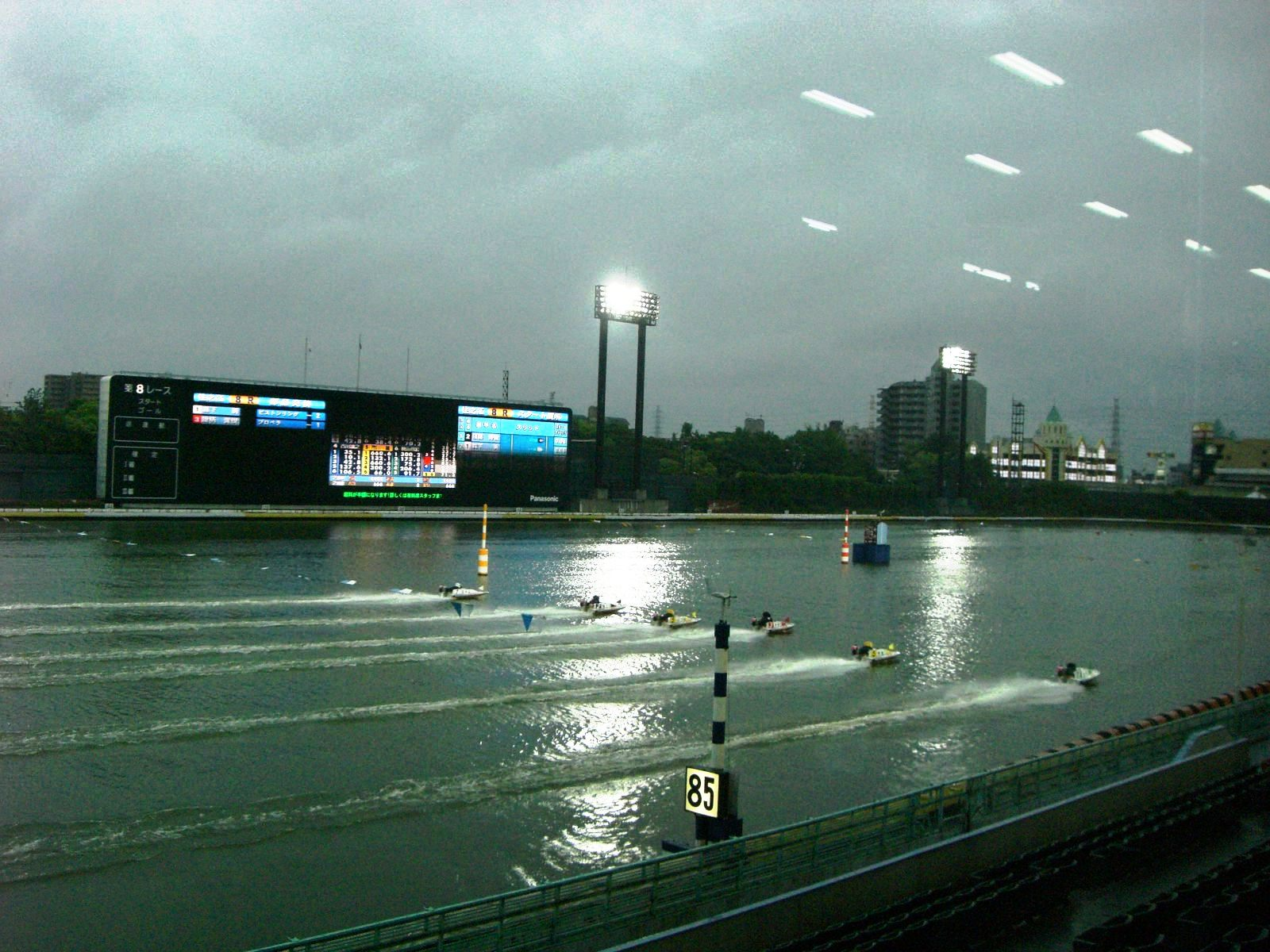
夜間競艇競技

競艇（日语：／ Kyōtei）是一種馬達快艇的競速比賽，為日本四種公營競技（競艇、競輪、競馬及賽車）之一，於1952年成立。現時全日本共有24個競艇場，超過500名選手。全日本的競艇有劃一的規定。任何競艇比賽均提供投注服務。

## 比賽規則
每一場比賽級別分為一般賽、GIII、GII、GI及SG，而SG級的比賽每年只舉行8次。每場比賽均有6隻參賽艇，每隻艇有自己特定的顏色。
| 參賽艇號碼 | 參賽艇代表顏色 |
| 1          | 白色           |
| 2          | 黑色           |
| 3          | 紅色           |
| 4          | 藍色           |
| 5          | 黃色           |
| 6          | 綠色           |

開始比賽前，六隻參賽艇都會停留在預備區中，直至6號艇預備區隔離的燈號有指示後，該六隻艇才能正式加速離開預備區，然後駛住第一迴旋處附近。屆時參賽艇要各自找出對自己有利的起步點。
當參賽艇尋找起步點時，要留意觀眾席附近的大時鐘，因為它是起步的關鍵。當大時鐘的長針開始運行時，六隻參賽艇就要開始加速起步，但是當到達0秒的時候，參賽艇是不能夠接觸及駛過0m起跑線，否則當偷步；但若不能在0秒到1秒之間觸及0m起跑線，便會被取消資格，上述兩种情況皆會受到大會的處分。假如所有參賽艇都通過起跑線後，就要在第二迴旋處轉彎，這裡也是勝負的關鍵，然後一直駛到第一迴旋處再轉彎，返回起跑線為一圈，一場比賽要跑三圈，每圈600米，總共要跑1800米。

## 比賽流程
每一個競艇場的比賽都是獨立的，即是日本競艇的任何比賽是不會有兩個或以上的競艇場在同一時間舉辦，而一個競艇場中的每一個比賽日只會舉行一種級別的比賽（一般賽例外）。全日本24個競艇場的一個比賽日都會舉行12場（NR，N代表1-12，R代表Race，即場次）的比賽，大型賽事例如SG級優勝戰通常都會在第12R舉行。
每場比賽的開始前，競艇場已接受公眾投注，而六隻參賽艇都會首先使用他們的示範艇作起步及轉彎（即經過第一迴旋處及第二迴旋處）展示，但這些結果都不會列入正式比賽結果中，只是賽前供觀眾的一個參考而已。大約展示完畢後20分鐘，就會截止接受投注，再過3-4分鐘後，比賽便會正式開始，當比賽完畢後，競艇場官方便會公佈正式比賽結果及派彩金額，最後一場比賽便正式完畢，一個比賽日會之後重複以上的流程11次，共12次。

## 競艇場
全日本共有24個競艇場，而每個競艇場也有自己的號碼，號碼編排以該競艇場的位置而定，號碼越小，代表該競艇場的位置越近北海道地區。目前北海道、東北地方、山陰地方及琉球群島尚無競艇場。
以粗體字標示者為舉辦夜間競艇賽的場地。
| 號碼(#) | 競艇場       | 地區 | 所在地               | 水體                     |
| ------- | ------------ | ---- | -------------------- | ------------------------ |
| 01#     | 桐生競艇場   | 關東 | 群馬縣綠市           | 人工湖（淡水）           |
| 02#     | 戶田競艇場   | 關東 | 埼玉縣戶田市         | 人工湖（淡水）           |
| 03#     | 江戸川競艇場 | 關東 | 東京都江戶川區       | 中川（淡水）             |
| 04#     | 平和島競艇場 | 關東 | 東京都大田區         | 平和島運河（海水）       |
| 05#     | 多摩川競艇場 | 關東 | 東京都府中市         | 人工湖（淡水）           |
| 06#     | 濱名湖競艇場 | 東海 | 靜岡縣湖西市         | 濱名湖（鹹淡水）         |
| 07#     | 蒲郡競艇場   | 東海 | 愛知縣蒲郡市         | 人工湖（海水）           |
| 08#     | 常滑競艇場   | 東海 | 愛知縣常滑市         | 伊勢灣（海水）           |
| 09#     | 津競艇場     | 東海 | 三重縣津市           | 人工湖（海水）           |
| 10#     | 三國競艇場   | 近畿 | 福井縣坂井市         | 人工湖（淡水）           |
| 11#     | 琵琶湖競艇場 | 近畿 | 滋賀縣大津市         | 琵琶湖（淡水）           |
| 12#     | 住之江競艇場 | 近畿 | 大阪府大阪市住之江區 | 人工湖（淡水）           |
| 13#     | 尼崎競艇場   | 近畿 | 兵庫縣尼崎市         | 人工湖（淡水）           |
| 14#     | 鳴門競艇場   | 四国 | 德島縣鳴門市         | 小鳴門海峽（海水）       |
| 15#     | 丸龜競艇場   | 四国 | 香川縣丸龜市         | 瀨戶內海（海水）         |
| 16#     | 兒島競艇場   | 中國 | 岡山縣倉敷市         | 瀨戶內海（海水）         |
| 17#     | 宮島競艇場   | 中國 | 廣島縣廿日市市       | 瀨戶內海（海水）         |
| 18#     | 德山競艇場   | 中國 | 山口縣周南市         | 笠戶灣、瀨戶內海（海水） |
| 19#     | 下關競艇場   | 中國 | 山口縣下關市         | 周防灘、瀨戶內海（海水） |
| 20#     | 若松競艇場   | 九州 | 福岡縣北九州市若松區 | 洞海灣（海水）           |
| 21#     | 蘆屋競艇場   | 九州 | 福岡縣遠賀郡蘆屋町   | 人工湖（淡水）           |
| 22#     | 福岡競艇場   | 九州 | 福岡縣福岡市中央區   | 那珂川出海口（海水）     |
| 23#     | 唐津競艇場   | 九州 | 佐賀縣唐津市         | 人工湖（淡水）           |
| 24#     | 大村競艇場   | 九州 | 長崎縣大村市         | 大村灣（海水）           |

## 競艇選手
日本競艇現時現役的選手超過500位，其中100位是女選手。每位選手都是從競艇學校畢業才能出賽的，現時競艇學校的收生期數為第105期。而學生在畢業並正式成為競艇手後，每一位選手都會有四位數字的登錄編號。
為了推廣此活動，推出了漫畫與動畫來介紹此項運動，介紹其生活與技術。